# بول ودسايد
بول ودسايد (بالإنجليزية: Paul Woodside)‏ هو لاعب كرة قدم أمريكية أمريكي، ولد في 2 سبتمبر 1963.